# Irsko na Letních olympijských hrách 2020
Irsko na Letních olympijských hrách 2020 reprezentovalo 116 sportovců v 19 sportech.

## Medailisté
| Medaile | Jméno                                                             | Sport     | Disciplína                   | Datum        |
| ------- | ----------------------------------------------------------------- | --------- | ---------------------------- | ------------ |
| Zlato   | Paul O'Donovan Fintan McCarthy                                    | Veslování | Muži dvojskif lehkých vah    | 29. července |
| Zlato   | Kellie Harringtonová                                              | Box       | Ženy do 60 kg                | 8. srpna     |
| Bronz   | Aifric Keoghová Eimear Lambeová Fiona Murtaghová Emily Hegartyová | Veslování | Ženy čtyřka bez kormidelnice | 28. července |
| Bronz   | Aidan Walsh                                                       | Box       | Muži do 69 kg                | 1. srpna     |